# Thế Đạc
Thế Đạc (tiếng Mãn: ᡧᡳᡩᠣ, Möllendorff: šido, tiếng Trung: 世鐸; 27 tháng 7 năm 1843 – 8 tháng 1 năm 1914) là một hoàng thân của nhà Thanh trong lịch sử Trung Quốc, người thừa kế 1 trong 12 tước vị Thiết mạo tử vương.

## Cuộc đời
Thế Đạc sinh vào giờ Thìn, ngày 1 tháng 7 (âm lịch) năm Đạo Quang thứ 23 (1843), trong gia tộc Ái Tân Giác La. Ông là con trai thứ ba của Lễ Thận Thân vương Toàn Linh, mẹ của ông là Tam kế Phúc tấn Trương Giai thị (張佳氏).
Năm Đạo Quang thứ 30 (1850), cha ông qua đời nên ông được thế tập tước vị Lễ Thân vương đời thứ 12. Cùng năm ông nhậm chức Đại thần quản lý Hỏa Khí doanh. Năm Hàm Phong thứ 10 (1860), tháng 10, ông trở thành Tổng tộc trưởng của Tương Lam kỳ.

### Thời Đồng Trị
Năm Đồng Trị nguyên niên (1862), tháng giêng, ông được ban thưởng mang Tam nhãn Hoa linh (三眼花翎), được phong làm Nội đại thần. Tháng 10, được phép hành tẩu tại ngự tiền. Cùng năm, ông thay quyền Đô thống Hán quân Chính Bạch kỳ. Tháng giêng năm thứ 2 (1863), ông được giao quản lý sự vụ Đô thống Mông Cổ Tương Lam kỳ. Năm thứ 3 (1864), ông thay quyền Đô thống Mông Cổ Tương Hoàng kỳ. Tháng 6, nhậm Đại thần quản lý Tương Lam kỳ tân cựu Doanh phòng sự vụ. Tháng 10, nhậm Tông Nhân phủ Hữu Tông chính, một thời gian sau thì điều làm Tả Tông chính. Tháng 11, phái làm Đại thần tra sét sự vụ bảy thương khố. Tháng 12, thụ Quản yến Đại thần (管宴大臣).
Năm thứ 4 (1865), tháng giêng, thay quyền Phó Đô thống Mông Cổ Tương Hoàng kỳ. Tháng 3, được ban thưởng mang Hoàng mã khuê (黄马袿). Tháng 4, nhậm Tra thành Đại thần (查城大臣), thay quyền Đô thống Mãn Châu Tương Bạch kỳ. Tháng 6, thay quyền Chính Hoàng kỳ Lĩnh thị vệ Nội đại thần. Cùng tháng, nhậm Tương Hoàng kỳ Lĩnh thị vệ Nội đại thần. Tháng 7, nhậm Tổng lý Hành dinh Đại thần (总理行营大臣). Năm thứ 7 (1868), ông kiêm thay quyền Đô thống Mãn Châu Tương Bạch kỳ. Tháng 4, nhậm Duyệt binh Đại thần (阅兵大臣). Năm thứ 8 (1869), tháng 9, ông nhậm chức Đô thống Mãn Châu Tương Hồng kỳ, quản lý sự vụ Tương Lam kỳ Giác La học. Năm thứ 9 (1870), tháng 7, quản lý sự vụ Tân cựu Doanh phòng. Năm thứ 13 (1874), tháng 2, quản lý sự vụ Hỏa khí doanh (火器营).

### Thời Quang Tự
Năm Quang Tự nguyên niên (1875), tháng 12, thay quyền Đô thống Mãn Châu Tương Hoàng kỳ. Năm thứ 2 (1876), tháng 4, thay quyền Đô thống Mông Cổ Chính Lam kỳ. Cùng tháng thay quyền Đô thống Hán quân Tương Bạch kỳ. Năm thứ 3 (1877), tháng 3, thay quyền Đô thống Mãn Châu Tương Bạch kỳ. Tháng 9, thay quyền Đô thống Mãn Châu Chính Hoàng kỳ. Năm thứ 4 (1878), tháng 5, thay quyền Đô thống Mãn Châu Chính Lam kỳ. Năm thứ 7 (1881), tháng 5, thay quyền Đô thống Mãn Châu Tương Hoàng kỳ. Năm thứ 8 (1882), ông được phép hành tẩu tại Dục Khánh cung. Năm thứ 9 (1883), tháng 2, quản lý sự vụ Kiện Duệ doanh (健锐营). Năm thứ 10 (1884), Từ Hi Thái hậu lệnh ông vào Quân cơ xứ làm việc, ban chức Quân cơ đại thần. Năm thứ 11 (1885), đảm nhiệm Lĩnh ban Quân cơ đại thần. Lúc này Quang Tự Đế tự mình chấp chính, ông thỉnh xin được từ chức Quân cơ đại thần, nhưng bị Từ Hi Thái hậu từ chối.
Năm thứ 12 (1886), ông được cho phép hành tẩu trong nội đình. Năm thứ 14 (1888), sung làm Phương Lược quán Tổng tài (方畧馆总裁). Năm thứ 15 (1889), tháng giêng, quản lý sự vụ Khâm thiên giám sự vụ Toán học. Ông được ban bức hoành phi "Quả hành dục đức" (果行育德), nhậm Tông Nhân phủ Tông lệnh, quản lý sự vụ Tông Nhân phủ Ngân khố, được ban thưởng thêm một Đầu đẳng Hộ vệ, một Nhị đẳng Hộ vệ và hai Tam đẳng Hộ vệ, lại được ban thưởng mặc Chương bổ phục (章补服). Tháng 6, điều làm Đô thống Mãn Châu Chính Hoàng kỳ. Tháng 7, quản lý sự vụ Chính Hoàng kỳ tân cựu Doanh phòng, phái làm giám sát chính tại Sùng Văn môn. Năm thứ 16 (1890), tháng 3, thay quyền Đô thống Mông Cổ Tương Bạch kỳ. Tháng 5, quản lý sự vụ Hướng đạo xứ (向导处). Năm thứ 17 (1891), tháng 4, thay quyền Đô thống Hán quân Tương Hoàng kỳ. Tháng 11, ông được phép cưỡi ngựa tại Tây Uyển môn (西苑门). Năm thứ 19 (1893), tháng 2, thay quyền Đô thống Hán quân Tương Bạch kỳ.
Năm thứ 20 (1894), tháng giêng, ông được ban thưởng hưởng song bổng của tước Thân vương, thưởng thêm một Đầu đẳng Hộ vệ, một Nhị đẳng Hộ vệ, hai Tam đẳng Hộ vệ, 20 phần lam giáp, thay quyền Đô thống Hán quân Tương Lam kỳ. Năm thứ 26 (1900), quản lý sự vụ Võ Anh điện (武英殿). Năm thứ 27 (1901), tháng 7, thụ Ngự tiền Đại thần. Tháng 12, quản lý sự vụ Ung Hòa cung. Năm thứ 28 (1902), tháng 7, quản lý sự vụ Điểu Thương doanh (鸟枪营) của Viên Minh Viên Bát kỳ Quan binh và Bao y Tam kỳ Quan binh (quan binh thuộc Thượng Tam kỳ Bao y). Quản lý sự vụ Thiện Phác doanh (善扑营). Năm thứ 30 (1904), tháng 9, quản lý sự vụ Ngự điểu thương xứ (御鸟枪处). Năm thứ 32 (1906), tháng 9, sung làm Ngọc điệp quán Tổng tài (玉牒馆总裁)

### Thời Phổ Nghi tại vị và sau khi thoái vị
Năm Tuyên Thống thứ 3 (1911), nhậm Hoàng tộc Nội các Cố vấn đại thần (皇族内閣顧問大臣). Năm Dân Quốc nguyên niên (1912), tháng 9, ông phụng ý chỉ cho phép Vương công phủ đệ, ruộng đất, ân thưởng trở thành tài sản cá nhân. Năm thứ 2 (1913), ngày 13 tháng 12 (âm lịch), ông qua đời, thọ 71 tuổi, được truy thụy Lễ Khác Thân vương (禮恪親王). Ông là một trong hai vị Thiết mạo tử vương duy nhất sống qua 5 triều vua của nhà Thanh (Đạo Quang, Hàm Phong, Đồng Trị, Quang Tự, Tuyên Thống), vị còn lại là Khánh Mật Thân vương Dịch Khuông.

## Gia quyến
- Đích Phúc tấn: Bác Nhĩ Tế Cát Đặc thị (博爾濟吉特氏), con gái của Khách Nhĩ Khách Trát Tát Khắc Thân vương Xa Đăng Ba Cha Nhĩ (車登巴咱爾)
- Con trai: Thành Hậu (誠厚; 1864 – 1917), mẹ là Đích Phúc tấn Bác Nhĩ Tế Cát Đặc thị. Năm 1914 được thế tập tước vị Lễ Thân vương (禮親王). Sau khi qua đời được truy thụy Lễ Đôn Thân vương (禮敦親王). Vô tự.
- Con thừa tự: Thành Khôn (誠堃; 1886 – 1929), là con trai trưởng của Dụ Định (裕定) – con trai trưởng của Toàn Xương (全昌) – em trai của Toàn Linh. Năm 1917 được thế tập tước vị Lễ Thân vương (禮親王). Có ba con trai.